# Ezio Pinza
Ezio Pinza (Roma, 18 maggio 1892 – Stamford, 9 maggio 1957) è stato un basso italiano.

## Biografia
Il suo nome di battesimo era Fortunato e fu il primo tra numerosi figli a sopravvivere al parto. A Fortunato seguirono poi Delfina (morta a pochi mesi), Beniamina e Alfonso. Nacque da una famiglia del ravennate molto povera che si spostava spesso per trovare lavoro. Dopo essere stato sul punto di intraprendere la carriera di ciclista professionista, poiché mostrava una bella voce fu mandato dal padre al conservatorio, prima a Ravenna e poi, nel 1910, al Giovanni Battista Martini di Bologna, dove studiò con Ruzza e Vizzani. 
Due anni dopo debuttò nel ruolo di Oroveso in Norma al piccolo teatro de La Spezia e a Soncino. Con lo scoppio della prima guerra mondiale lasciò le scene e si arruolò nell'esercito come ufficiale di artiglieria, arrivando al grado di capitano. Il 23 gennaio 1922 fu iniziato in massoneria nella Loggia Carducci di Bologna, appartenente al Grande Oriente d'Italia.

Nella stagione 1922 debuttò alla Scala di Milano, dove successivamente interpretò vari ruoli, come Pimen, Raimondo, Conte Rodolfo e i ruoli wagneriani di Pogner e Marke. Contribuì alla creazione dei ruoli di Tigellino in Nerone di Boito e Il cieco in Debora e Jaele di Pizzetti. Cantò anche in Sud America nel ruolo di Gurnemanz.
Nel 1926 debuttò al Metropolitan di New York come Gran Pontefice ne La Vestale di Spontini. Cantò al Met per 22 stagioni consecutive, in 879 rappresentazioni e 51 ruoli diversi. Quelli più famosi furono Ramfis in Aida, Don Giovanni (leggendaria l'interpretazione sotto la direzione di Bruno Walter), Faust, Mefistofele, Padre Guardiano ne La forza del destino, Fiesco in Simon Boccanegra. Fu chiamato diverse volte da Toscanini per eseguire la Nona sinfonia di Beethoven e la Messa di requiem verdiana. Continuò saltuariamente ad apparire in altri teatri (Covent Garden, Opera di Parigi, Festival di Salisburgo, San Francisco, Chicago).
Nel marzo del 1942, con lo scoppio della seconda guerra mondiale, fu internato a Ellis Island, nella baia di New York, insieme a molti altri italiani, perché sospettato dall'FBI di essere una spia di Mussolini, per aver mostrato pubblicamente entusiasmo per la guerra in Etiopia, aver sostenuto la Croce Rossa Italiana e aver partecipato alla raccolta delle fedi d'oro per sostenere lo sforzo bellico italiano. Grazie alla sua popolarità e all'aiuto di personalità di spicco, come Thomas Mann, l'antifascista Carlo Tresca, Fiorello La Guardia e altri, fu rilasciato dopo tre mesi. Questo fatto lo segnò molto e quando fu rilasciato mantenne il segreto sul suo internamento, provando più vergogna che rabbia, tanto che la moglie giustificava quel periodo con una crisi di depressione.
Nel 1947 debuttò nel cinema in Sinfonie eterne di Edgar G. Ulmer, accanto a stelle come Arthur Rubinstein, Jascha Heifetz e Leopold Stokowski. Nel 1951 fu protagonista della commedia Matrimonio all'alba (Strictly Dishonorable) di Melvin Frank; nel 1953 recitò in Parata di splendore (Tonight We Sing), regia di Mitchell Leisen, dove interpretava il personaggio di Fëdor Šaljapin. Nel 1949, a 56 anni, abbandonò il Metropolitan per dedicarsi al musical. Debuttò a Broadway, al Majestic Theatre, in South Pacific di Rodgers e Hammerstein; il musical, replicato 1 295 volte, gli valse il Critic's Award e il Tony Award al miglior attore protagonista in un musical 1950.
Nel suo repertorio di ben 95 ruoli vi sono numerose prime esecuzioni assolute, come La campana sommersa di Ottorino Respighi, Fra Gherardo di Ildebrando Pizzetti, Madonna Imperia di Franco Alfano.
Altri titoli meno usuali furono diversi wagneriani, come Tannhäuser, I maestri cantori di Norimberga, Lohengrin, Tristano e Isotta, Parsifal, e rossiniani, come Il signor Bruschino, L'italiana in Algeri, La Cenerentola. Nel 1939 fu il primo cantante italiano a incidere su disco il Boris Godunov. Era un perfezionista e curava i suoi personaggi in tutto: recitazione, trucco, costumi, e questo, oltre all'aspetto vocale, rende ragione in particolare del successo in Don Giovanni, ruolo che interpretò più di 200 volte, stabilendo un record per i tempi.

## Repertorio
| Ruolo                                       | Titolo                          | Autore      |
| ------------------------------------------- | ------------------------------- | ----------- |
| Cancelliere di Ragusa                       | Madonna Imperia                 | Alfano      |
| Conte Rodolfo                               | La sonnambula                   | Bellini     |
| Oroveso                                     | Norma                           | Bellini     |
| Sir Giorgio                                 | I puritani                      | Bellini     |
| Escamillo                                   | Carmen                          | Bizet       |
| Mefistofele                                 | Mefistofele                     | Boito       |
| Tigellino                                   | Nerone                          | Boito       |
| Rodolfo                                     | Loreley                         | Catalani    |
| Il Padre                                    | Louise                          | Charpentier |
| Arkel                                       | Pelléas et Mélisande            | Debussy     |
| Nilakantha                                  | Lakmé                           | Delibes     |
| Dottor Dulcamare                            | L'elisir d'amore                | Donizetti   |
| Raimondo                                    | Lucia di Lammermoor             | Donizetti   |
| Don Pasquale                                | Don Pasquale                    | Donizetti   |
| Marchese di Bloisfeury                      | Linda di Chamounix              | Donizetti   |
| Fouquier Tinville Roucher                   | Andrea Chénier                  | Giordano    |
| Mefistofele                                 | Faust                           | Gounod      |
| Fra' Lorenzo                                | Romeo e Giulietta               | Gounod      |
| Gian Francesco                              | L'ebrea                         | Halévy      |
| Il Cieco                                    | Iris                            | Mascagni    |
| Conte Des Grieux                            | Manon                           | Massenet    |
| Palemone                                    | Thaïs                           | Massenet    |
| Conte d'Oberthal                            | Il profeta                      | Meyerbeer   |
| Archibaldo                                  | L'amore dei tre re              | Montemezzi  |
| Figaro                                      | Le nozze di Figaro              | Mozart      |
| Don Giovanni                                | Don Giovanni                    | Mozart      |
| Sarastro                                    | Il flauto magico                | Mozart      |
| Boris Godunov Pimen                         | Boris Godunov                   | Musorgskij  |
| Čerevik                                     | La fiera di Soročincy           | Musorgskij  |
| Dapertutto Coppelius Lindorf Dottor Miracle | I racconti di Hoffmann          | Offenbach   |
| Il Podestà                                  | Fra Gherardo                    | Pizzetti    |
| Il Cieco                                    | Debora e Jaele                  | Pizzetti    |
| Alvise Badoero                              | La Gioconda                     | Ponchielli  |
| Colline                                     | La bohème                       | Puccini     |
| Jake Wallace                                | La fanciulla del West           | Puccini     |
| Gianni Schicchi Simone                      | Gianni Schicchi                 | Puccini     |
| Timur                                       | Turandot                        | Puccini     |
| Il Curato                                   | La campana sommersa             | Respighi    |
| Gaudenzio                                   | Il signor Bruschino             | Rossini     |
| Mustafà                                     | L'italiana in Algeri            | Rossini     |
| Don Basilio                                 | Il barbiere di Siviglia         | Rossini     |
| Don Magnifico                               | La Cenerentola                  | Rossini     |
| Gualtiero Fürst                             | Guglielmo Tell                  | Rossini     |
| Sommo Sacerdote                             | La Vestale                      | Spontini    |
| Primo Nazareno                              | Salomè                          | Strauss     |
| Lotario                                     | Mignon                          | Thomas      |
| Don Ruy Silva                               | Ernani                          | Verdi       |
| Sparafucile                                 | Rigoletto                       | Verdi       |
| Ferrando                                    | Il trovatore                    | Verdi       |
| Jacopo Fiesco                               | Simon Boccanegra                | Verdi       |
| Padre guardiano                             | La forza del destino            | Verdi       |
| Ramfis                                      | Aida                            | Verdi       |
| Hermann                                     | Tannhäuser                      | Wagner      |
| Re Enrico                                   | Lohengrin                       | Wagner      |
| Re Marke                                    | Tristano e Isotta               | Wagner      |
| Pogner                                      | I maestri cantori di Norimberga | Wagner      |
| Gurnemanz                                   | Parsifal                        | Wagner      |

## Discografia
- Thomas: Mignon - Wilfrid Pelletier/Risë Stevens/Mimi Benzell/James Melton/Ezio Pinza/Metropolitan Opera Orchestra, Met Opera/Sony
- Verdi: Requiem - Tullio Serafin/Beniamino Gigli/Maria Caniglia/Ebe Stignani, EMI
- Mozart: Don Giovanni - Ezio Pinza/Salvatore Baccaloni, Disques Dom
- Rodgers & Hammerstein: South Pacific (Original Broadway Cast), Sony/BMG
- Ezio Pinza - Some Enchanted Evening (1949-1954), Naxos
- Ezio Pinza: Recital - Ezio Pinza/Bruno Reibold/Metropolitan Opera Chorus, Play
- Ezio Pinza - Sings Italian Songs, Stage Door